# مرنبتاح

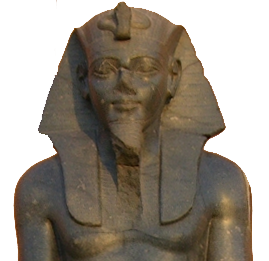
تمثال لمرنبتاح بالمتحف المصري

مرنبتاح هو رابع ملوك الأسرة التاسعة عشر، وهو ابن الملك رمسيس الثاني من زوجته الثانية إست نفرت، وترتيبه الثالث عشر بين أبناء رمسيس، إذ أن جميع إخوته الأكبر منه قد ماتوا في حياة والدهم.
وقد استمرت مدة حكم مرنبتاح حوالي عشر سنوات من عام 1213 ق.م إلى عام 1203 ق.م

## حكمه
قام مرنبتاح بعدة حملات عسكرية خلال فترة حكمه. ففى العام الخامس من حكمه قام بحملة على الليبيين لمساعدتهم شعوب البحر على غزو مصر من الغرب وانتصر عليهم.
كان مرنبتاح متقدماً في السن عندما تولى الحكم فكان في حوالي الستين أو السبعين من عمره. وقام بنقل العاصمة من «بر مسيس» عاصمة مصر في عهد أبيه إلى ممفيس، حيث شيد قصر ملكى بجوار معبد بتاح، وتم اكتشاف ذلك القصر في عام 1915 م بواسطة بعثة متحف جامعة بنسلفانيا الأمريكية.

## آثاره
حصل مرنبتاح على معظم الأحجار التي يحتاج إليها لمنشآته بالسطو على أحجار الأبنية الأخرى، وقد استخدم ظهر نصب حجري أقامه أمنحتب الثالث في تسجيل نبأ إحدى الأزمات الكبرى التي حدثت له في مدة حكمه، فقد كانت شعوب جزر شرق وشمال شرق البحر المتوسط التي طردت من ديارها في زمن حرب طروادة تركب البحر باحثة عن السطو أو مكان تستقر فيه، وصد مرنبتاح محاولتهم لغزو شمال شرق الدلتا في السنة الخامسة من حكمه.

## لوحة مرنبتاح

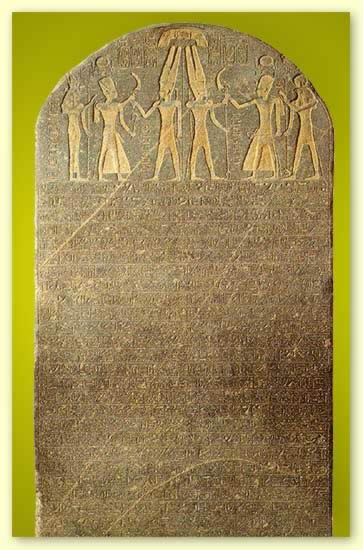
لوحة مرنبتاح بالمتحف المصري.

اكتشفت هذه اللوحة عام 1896 على يد عالم المصريات الأنجليزي «فليندرز بيتري» في معبد مرنبتاح الجنائزى وتعد الأولى من نوعها في التاريخ المصري القديم
بلغ ارتفاع اللوحة 310 سنتيمتر وعرضها 160 سنتيمتر وسُمكها 32 سنتيمتر، وكانت أساساً لمعبد الموتى لأمينوفيس الثالث من الأسرة الثامنة عشر ومكتوب على خلفيتها تقرير عن المنشآت التي قام بها الملك في غرب طيبة وفي سوليب والأقصر والكرنك. وفي عهد العمارنة أزيل جزء من الصيغة المنحوتة عليها، واستخدمها الفرعون سيتوس الأول من الأسرة التاسعة عشر بعد ترميمها كلوحة تذكارية للإله آمون. توجد على مقدمتها وعلى خلفيتها رسماً مزدوجاً يظهر فيه الإله آمون رع واقفاً في الوسط، وفي نصف الصورة إلى اليمين يقدم الملك أمينوفيس الثالث ماءً بارداً «قبحو» ونبيذ «يرب» إلى أمون رع ويتبعه الإله خنس. في نصف الصورة الآخر إلى اليسار يُرى مرنبتاح يستقبل السيف المقوس «شيبش» من أمون رع، وتتبعه الآلهة موت. في الكتابة على هذا المشهد يقول آمون رع:

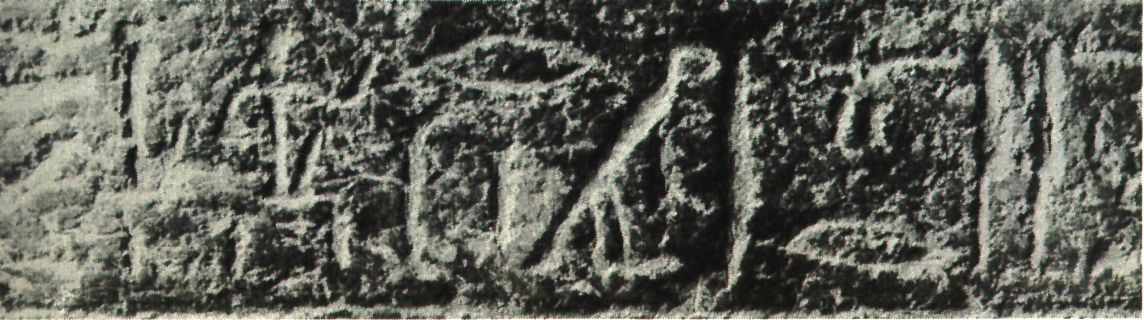
"يسرائر " أو "يسرائل " بالهيروغليفية حيث كان المصري القديم يخلط بين حرفي الراء و اللام. مكتوب على اللوحة باللغة الهيروغليفية.

## مقبرته
دفن مرنبتاح في مقبرته بوادى الملوك وهي المقبرة رقم 8 بوادي الملوك، وقد نقش على الممر المنحدر بمسافة 80 متر داخل المقبرة حتى حجرة الدفن نصوص من كتاب البوابات.
واكتشفت مومياؤه في خبيئة بمقبرة أمنحوتب الثاني مع ثمانية عشر مومياء أخرى عام 1898 م بواسطة فيكتور لوريت مما يدل على انها نقلت إليها، ومن فحص مومياؤه تبين انه كان يعانى من التهاب المفاصل وتصلب الشرايين في أواخر أيامه. طول المومياء 1.71 متر ويتبين من موميائه أنه كان أصلع الرأس إلا من بضع شعيرات قليلة، وملامحه قريبة من ملامح أبيه رمسيس ولكن قياسات جمجمته مشابهة لجمجمة جده سيتي الأول.

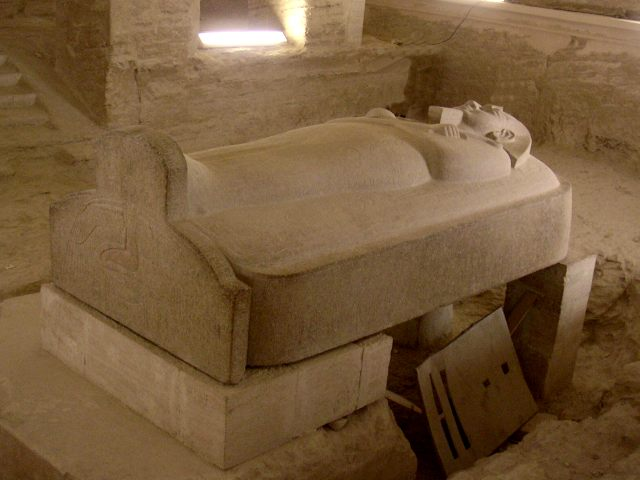
تابوت حجري لمرنبتاح بمقبرته بوادى الملوك
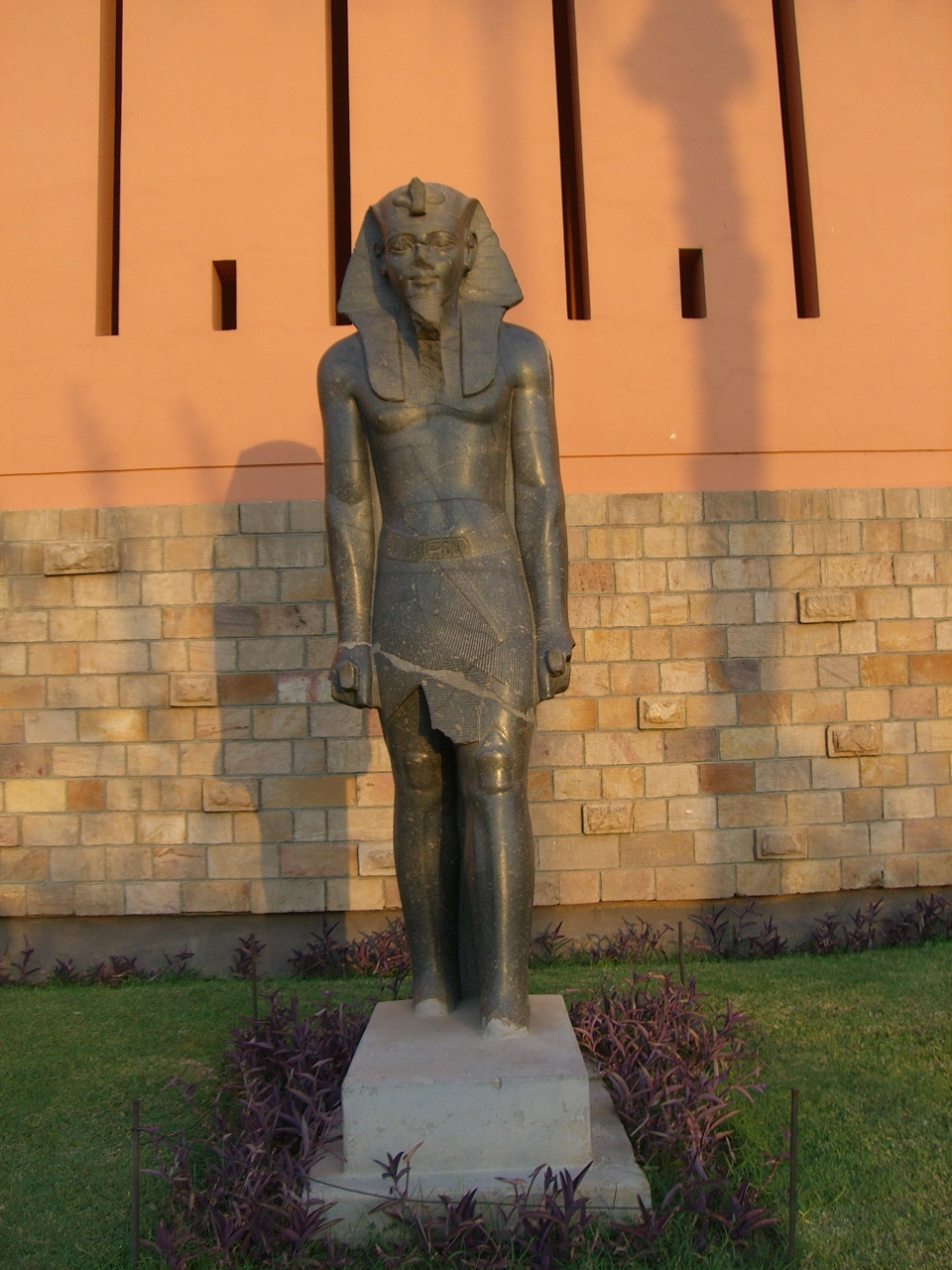
تمثال لمرنبتاح بالأقصر
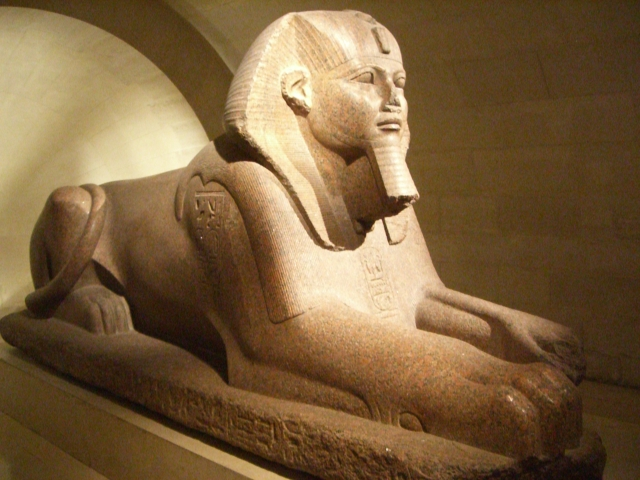
تمثال لمرنبتاح على شكل أبو الهول بمتحف اللوفر

## اقرأ أيضا
- معبد مرنبتاح الجنائزي
- لوحة مرنبتاح
- سيتي الثاني
- مقبرة 10